# 莫德斯托 (印地安納州)
莫德斯托（英語：Modesto）是位於美國印地安納州門羅縣的一個非建制地區。該地的面積和人口皆未知。